# Estaires Communal Cemetery and Extension
Estaires Communal Cemetery and Extension is een Britse militaire begraafplaats met gesneuvelden uit beide wereldoorlogen gelegen in de Franse gemeente Stegers in het Noorderdepartement. De begraafplaats werd ontworpen door Herbert Baker en ligt in het oosten van het centrum van de gemeente. Een gedeelte ligt bij de zuidelijke grens van de civiele begraafplaats (Estaires Communal Cemetery), een ander gedeelte is een noordelijke uitbreiding van de deze begraafplaats (Estaires Communal Cemetery Extension). Deze uitbreiding heeft een lange smalle vorm met een kleine uitsprong aan het uiteinde ervan. Aan de westelijke smalle zijde staat het Cross of Sacrifice. Aan de oostelijke zijde staat de Stone of Remembrance op een verhoogd terras met treden en geflankeerd door twee schuilgebouwtjes. De uitbreiding is aan drie zijden begrensd door een natuurstenen muur. De beide delen hebben samen een oppervlakte van 3.336 m² en worden onderhouden door de Commonwealth War Graves Commission.
Er worden 899 doden herdacht waaronder 63 niet geïdentificeerde. Ze liggen verdeeld over vijf perken.

## Geschiedenis
Stegers was vanaf half oktober 1914 in handen van de Franse troepen maar werd daarna onder Britse controle gegeven. In november vestigde zich hier o.a. de 1st Australian Casualty Clearing Station (veldhospitaal) en fungeerde de gemeente als hospitaalplaats. Tot april 1917 werden overleden militairen op de gemeentelijke begraafplaats bijgezet. Daarna werd aan de noordelijke kant van de burgerlijke begraafplaats een uitbreiding ingericht dat in gebruik bleef tot april 1918, toen Stegers tijdens het Duitse lenteoffensief in Duitse handen viel na hevig verzet van de 50th (Northumbrian) Division. Vanaf dan begroeven ook de Duitsers hier hun gesneuvelden. Na de herovering begin september 1918 door de geallieerde troepen werden hun slachtoffers hier opnieuw begraven.
Na de oorlog werd een perk met 63 Duitse graven ontruimd en naar elders overgebracht. Ook Portugese graven die hier lagen sinds juni en augustus 1917 en twee Franse graven werden verwijderd.
Er liggen nu 665 Britten (waaronder 60 niet geïdentificeerde), 139 Australiërs, 6 Canadezen, 9 Indiërs (waaronder 3 niet geïdentificeerde), 56 Nieuw-Zeelanders, 4 Fransen en 11 Duitsers uit de Eerste Wereldoorlog begraven. Voor 29 Britten, 1 Canadees en 1 Indiër werden Special Memorials  opgericht omdat hun graven niet meer teruggevonden werden.
Er liggen ook 9 Britten uit de Tweede Wereldoorlog begraven. Zij kwamen om in mei 1940 toen het Britse Expeditieleger streed tegen het oprukkende Duitse leger om de terugtrekking van hun troepen naar Duinkerke veilig te stellen.

## Graven

### Onderscheiden militairen
- John Edmond Gough, brigade generaal bij de Generale Staf werd onderscheiden met het Victoria Cross (VC), ridder in de Order of the Bath (KCB) en lid van de Order of St Michael and St George (CMG). Hij werd door een scherpschutter dodelijk gewond tijdens een bezoek aan zijn vroegere bataljon bij de Rifle Brigade op 20 februari 1915 en stierf twee dagen later.
- Eric Howard Harvey, kapitein bij het Gloucestershire Regiment werd tweemaal onderscheiden met het Military Cross (MC and Bar).
- A. Martin, sergeant bij de Scots Guards en Thomas Henry Jones, pionier bij de Royal Engineers werden onderscheiden met de Distinguished Conduct Medal (DCM).
- compagnie sergeant-majoor Harold Ruben Johnson en de soldaten William Fred Field Hehr, G. Barclay en Frederick John Langdon ontvingen de Military Medal (MM).

### Minderjarige militairen
- de soldaten Samuel E. Middleton en Alfred O'Hare waren slechts 16 jaar toen ze sneuvelden.
- de schutters Roland W. Crockett en Arthur Rothwell en de soldaten John J. Flint, C. Harvey, W. Sargeant, Seth Thomas en Reginald Tutton waren 17 jaar toen ze sneuvelden.

### Aliassen
- schutter Hugh Flynn diende onder het alias Michael Furry bij de Royal Irish Rifles.
- soldaat William F.F. Hehr diende onder het alias James Anderson bij de Australian Pioneers.
- soldaat Ernest F.Crook diende onder het alias Dan Light bij de Australian Infantry, A.I.F.
- korporaal Charles W. Bell diende onder het alias C.P. Wilson bij de Australian Infantry, A.I.F..

### Gefusilleerde militairen
- De soldaten A. Trouhgton en A. Penn werden wegens desertie gefusilleerd op 22 april 1915 en liggen naast elkaar begraven.[2]